# Tarakan
Tarakan – miasto w Indonezji na wyspie Tarakan w prowincji Borneo Północne; powierzchnia 250,8 km²; ludność 147 030 (VI 2005); gęstość zaludnienia 586,2 osób/1 km².
Ośrodek wydobycia ropy naftowej; port wywozowy tego surowca; port lotniczy Juwata Airport.
Do końca XIX w. Tarakan było małą miejscowością rybacką. W 1896 roku holenderska kompania naftowa BPM (Bataavishe Petroleum Maatchapij) odkryła na wyspie złoża ropy naftowej i rozpoczęła ich eksploatację. 
Status kota nadano miejscowości 15 grudnia 1997.